# 김서영 (가수)
김서영(본명: 김혜진)은 대한민국의 가수이다.

## 음반
- 2009년 Listening For Love
- 2016년 선물
- 2019년 주인공

## 방송
- 2005년 KBS1 《전국노래자랑》
- 2016년 JTBC 《히든싱어》
- 2020년 MBN 《보이스퀸》
- 2020년 MBN 《트로트퀸》
- 2020년 KBS1 《생로병사의 비밀》
- 2020년 MBN 《여행생활자 집시맨》

## 수상
- 2005년 전국노래자랑 서울 중구편 최우수상
- 2006년 전국노래자랑 상반기결선 장려상
- 2006년 제10회 박달가요제 인기상